# Teravada esotérico
Teravada esotérico ou budismo esotérico do Sul são termos usados para um conjunto de tradições que se assemelham em suas práticas, pontos de vista e textos categorizados dentro do budismo esotérico e do Teravada. Refere-se principalmente aos sistemas esotéricos centrados na literatura e língua páli originados no Sudeste Asiático, os quais também foram chamados de Iogavachara (Yogāvacara) e borān kammaṭṭhāna ("práticas anteriores"). Por vezes, também foi denominado como Teravada tântrico, devido ao seu paralelo com as tradições tântricas e suas possíveis influências e interações, embora ele não faça nenhuma referência ao Tantra.
Na era pré-moderna, foi a forma meditativa tradicional e mais corrente do budismo páli no Sudeste Asiático (daí referido também como Meditação Teravada Tradicional), antes da supressão por movimentos reformistas budistas e declínio por outros fatores. Ela se baseava na exigência de iniciação em uma linhagem mestre-discípulo, pela qual se reservavam práticas transformadoras do corpo do praticante, realizando correspondência de componentes dármicos psicossomáticos com atributos búdicos, cósmicos e mântrico-gramaticais do idioma páli. É mais amplamente praticado hoje no Camboja e Laos.

## Demarcação conceitual
"Tantra" e "esotérico" não são termos êmicos à tradição, surgidos posteriormente ao Teravada e aplicados por acadêmicos em um deslocamento ao passado, por comparação implícita ou explícita com as doutrinas maaianas esotéricas ou tântricas. Não há, porém, nenhuma evidência de conexão histórica entre o Tantra e o Teravada esotérico.
No Ocidente, o estudo do Teravada esotérico foi iniciado pelo professor François Bizot e seus colegas da École française d'Extrême-Orient, com foco particular no material encontrado em Angkor; Bizot interpretou em 1976 que o Teravada possuía um aspecto "tântrico". Heinz Bechert denominou-o "Teravada tântrico".  Seguindo essa linha, Lance Cousins cunhou o termo "budismo esotérico do Sul", o qual ele definiu como "um tipo de budismo do Sul que liga práticas mágicas e rituais a uma sistematização teórica do próprio caminho budista". Kate Crosby prefere o nome nativo tradicional yogāvacara ("Praticantes de Disciplinas Espirituais"), ou, mais recentemente a partir de 2013, o termo local borān kammaṭṭhāna ("velha meditação"), criado no início do século XX para contrastá-la às novas formas de meditação que se popularizavam. Pedro Manuel Castro Sánchez utiliza o termo Teravada Mahanicaia (Mahānikāya). Justin McDaniel criticou o uso das categorias "Teravada tântrico" e "budismo esotérico do Sul" como estranhas à tradição, e devido a conotação de "esotérico" obscurecer o fato de que essas práticas foram correntes convencionais no budismo do Sudeste Asiático, inclusive até aos dias de hoje. Crosby, entretanto, emprega-os em comparação devido às semelhanças entre o Tantra e o Teravada esotérico. Nathan McGovern também reconhece na categoria "budismo esotérico" um valor comparativo para analisar os enquadres do Teravada e da fenomenologia do Sudeste Asiático, em que ocorreu mudança de um complexo cultural do sânscrito para outro centrado no páli.
O conceito se consolidou para se referir a tradições meditativas cujas doutrinas se baseavam na literatura páli, mas que não foram derivadas diretamente do Cânone Páli ou do Visuddhimagga de Budagosa; e que compartilham entre si características comuns originadas no Sudeste Asiático, principalmente nas áreas dos atuais países Camboja, Laos, Tailândia e Birmânia, mas ainda incluindo até mesmo sua presença no Sri Lanka. O Teravada esotérico contém uma doutrina mantranaia que lembra a do Maaiana e apresenta práticas semelhantes às do tantrismo, envolvendo a manipulação do alfabeto páli como língua sagrada e meditações com analogias de macrocosmo-microcosmo, em que elementos da consciência são trazidos para uma transformação do praticante centrada no corpo.
O termo borān kammaṭṭhāna, porém, não inclui um outro sistema do Teravada esotérico, o weikza, cujas linhagens surgiram no século XIX na Birmânia, mas faz referências a tempos históricos de dois séculos antes. Ele surgiu longe do ambiente urbano e das influências médicas e políticas coloniais e enfatiza práticas de longevidade. O weikza também exige iniciação por um mestre e realiza manipulação de letras, números e cânticos para adquirir poderes mágicos e fins mundanos.

## Teoria e práticas
Há diversos paralelos entre e o Tantra indiano e o Teravada esotérico, como as questões de transformação do corpo e a utilização simbólica de números e letras. Kate Crosby sugere que eles podem ser explicados pelas ciências comuns que ambos compartilhavam em suas culturas: a gramática gerativa, teoria dos grupos matemática, obstetrícia aiurvédica e alquimia do mercúrio; elas possibilitariam desenvolvimentos semelhantes e convergências entre essas doutrinas religiosas.
Assim como no Tantra, o "esotérico" faz referência mais a uma retórica de sigilo e é indicativo de se privilegiar as interpretações internas profundas sobre aspectos exteriores. As doutrinas do Teravada esotérico não eram necessariamente escondidas, mas devido à transmissão circunscrita e muito dependente da oralidade, não eram muito divulgadas. Nem todo material do borān kammaṭṭhāna era esotérico; mas os praticantes da tradição realizavam interpretações alegóricas e os suttas apócrifos exotéricos continham um simbolismo oculto.
Os textos do borān kammaṭṭhāna não fazem, porém, referência alguma ao Maaiana, Tantra ou à literatura sânscrita. Como tal, seu sistema não possui mandalas e deidades do Tantrismo. Também não realiza rituais sexuais, uma especificidade do Tantra. Toda a base teórica do Teravada esotérico deriva do Abidama do século V; porém não emprega desenvolvimentos posteriores, como análises mais refinadas da materialidade encontradas em um compêndio do Abidama do século XII.
Crosby forneceu sete características principais ao borān kammaṭṭhāna: a construção ritual do Buda dentro de si mesmo; homologia de macrocosmo-microcosmo através da língua sagrada; a consideração de que os dhammas surgem a partir de sílabas pális; um princípio de substituição mágica; interpretações esotéricas de palavras, objetos e mitos que possuem um sentido exotérico no Teravada padrão; a prática de iniciação; esse conjunto ser utilizado para objetivos tanto mundanos quanto supramundanos.
Outras características da prática incluem:
- O uso de linguagem codificada
- Centros de energia e canais como chacra/marma e nadi
- O uso do simbolismo da embriologia
- A alquimia do mercúrio como modelo para o processo contínuo de purificação
- A prática da magia para cura, longevidade, proteção, etc.
- Adoração (puja) de Budas, Devas e Espíritos
- Um caminho aberto a todos, monges e leigos
- Aplicações internas/externas (mão direita-mão esquerda)
- A importância do ritual

O que distingue o borān kammaṭṭhāna em relação a todas as outras formas meditativas do Teravada é que todas as suas práticas se iniciam com as cinco alegrias (pīti), estabelecidas em comentários do Cânone Páli desde o século V e que atuam como subdivisões do primeiro diana, em estágios de atingimento. As pīti eram correlacionadas a planos superiores da cosmologia budista, em que cada pīti nutria os seres elevados como um "alimento sutil". Antes da descoberta do cordão umbilical, dizia-se também que o embrião era nutrido por pīti. Outro distintivo não encontrado em nenhum outro local é uma visualização progressiva de atingimentos que concentra as cinco pīti em partes do corpo. Ela era posta de início sobre a cavidade das narinas, descendo por outros centros, até serem depositadas no útero; nisso, independente se o praticante era homem ou mulher, pelo menos ele era identificado simbolicamente como feminino, possuindo um "útero". Os atingimentos podiam ser vistos como "sinais", esferas de luz ou outras formas que apareciam ao meditador. Ao final, atinge-se um corpo dhamma iluminado.
A analogia do desenvolvimento com o processo embriológico é presente em toda a prática pré-moderna do borān kammaṭṭhāna. O conjunto teórico da obstetrícia aiurvédica sobre embriologia e o desenvolvimento fetal no útero servia não apenas de simbolismo, mas também as práticas de cuidados a bebês não nascidos eram empregadas na geração do Buda no praticante.
Eles consideravam exclusivamente o páli como língua sagrada, cujas letras e fonemas eram também empregadas de forma simbólica para fins criativos durante as meditações ou em outras práticas. Mantras, gatas e iantras possuíam poder intrínseco. O alfabeto páli e suas sílabas são correlacionados a raios de cores, virtudes, elementos psicossomáticos e cosmogônicos. Nisso, a numerologia é também importante, particularmente a do número cinco. Elementos clássicos também eram empregados em algumas visualizações. Realizava-se, assim, uma "alquimia de letras", que transforma o substrato ao qual se aplicam.
Cousins vê a prática do budismo esotérico do Sul como sendo definida pelo mapeamento dos mundos interior e exterior, e chama isso de misticismo "tantro-cabalístico". Com isso ele quer dizer "uma forma de misticismo que utiliza um mapa bastante elaborado de correspondências―entre o corpo humano, o cosmos e algum tipo de realidade ou conhecimento superior. No processo, ele se baseia em todos os recursos das tradições amplamente dispersas da magia e do ocultismo―letras, sons e simbolismo numérico, juntamente com o uso de padrões estruturados de forma ou gesto."
Dois dos mantras sagrados mais usados nos textos do Iogavachara são Namo Buddhaya ("Homenagem ao Buda") e Araham ("Digno"). Aqui está um exemplo de interpretação esotérica do simbolismo de letras e números de Namo Buddhaya:
- NA, simboliza as doze virtudes da mãe;
- MO, as vinte e uma virtudes do pai;
- BU, as seis virtudes do rei;
- DDHA., as sete virtudes da família;
- YA, as dez virtudes do professor.

A recitação dessas frases sagradas era usada como prática de meditação. Robert Percival (no Ceilão de 1796 a 1800), descreveu a meditação do mantra budista assim: "Em seus cintos, eles usam cordões suspensos de contas feitas de madeira marrom ou preta; e murmuram orações à medida que avançam."
Em um texto estudado por Bizot, a meditação inclui o uso da visualização de luzes coloridas emparelhadas com sílabas sagradas localizadas em todo o corpo e visões do Buda e uma estupa no topo do monte Sumeru. Outro texto chamado Ratanamala usa a fórmula itipi so para vários propósitos, incluindo proteção espiritual, usos mágicos mundanos que são denominados "mão esquerda", a transformação do corpo em um kayasiddhi, um corpo espiritual, bem como para a busca do nirvana (denominado "caminho da mão direita").
Vários estudos de Bizot também analisaram certos rituais de "renascimento" que parecem ter sido comuns no Camboja pré-moderno. Eles incluíam sílabas sagradas simbólicas, a entrada em uma caverna que simbolizava o útero, a meditação sobre o desenvolvimento embrionário e a crença de que essa meditação permitiria que o corpo renascesse como o Darmacaia. Outra prática estudada por Bizot foi o uso de iantras ou diagramas sagrados, feitos com palavras e frases em pális e usados como tatuagens e roupas.
Em seu estudo do Saddavimala, um texto iogavachara que circulou amplamente no Sudeste Asiático (com mais de duzentos manuscritos existentes), Bizot dá um esboço da prática iogavachara:
"O iogavachara deve:
1. memorizar as etapas do desenvolvimento embrionário (com seus equivalentes alfabéticos) que constituem as etapas de sua própria formação;
2. através desses estágios, construir para si mesmo outro corpo usando os órgãos e constituintes que são as letras, ou seja, as porções do Dhamma;
3. tornar-se consciente de que este novo corpo que ele vai produzir fora de si mesmo, primeiro toma forma dentro dele, em seu estômago na altura do umbigo, tomando a forma de um Buda da altura de um polegar;
4. perseguir e alcançar nesta vida a construção deste veículo imortal porque conduz a pessoa que o possui ao Nibbana, na medida em que toma o lugar da forma física gasta no momento da morte."

Hoje essas práticas são mais amplamente vistas no budismo cambojano, geralmente envolvendo "a internalização física ou a manifestação de aspectos do caminho Teravada, incorporando-os em pontos do corpo entre a narina e o umbigo".

## História

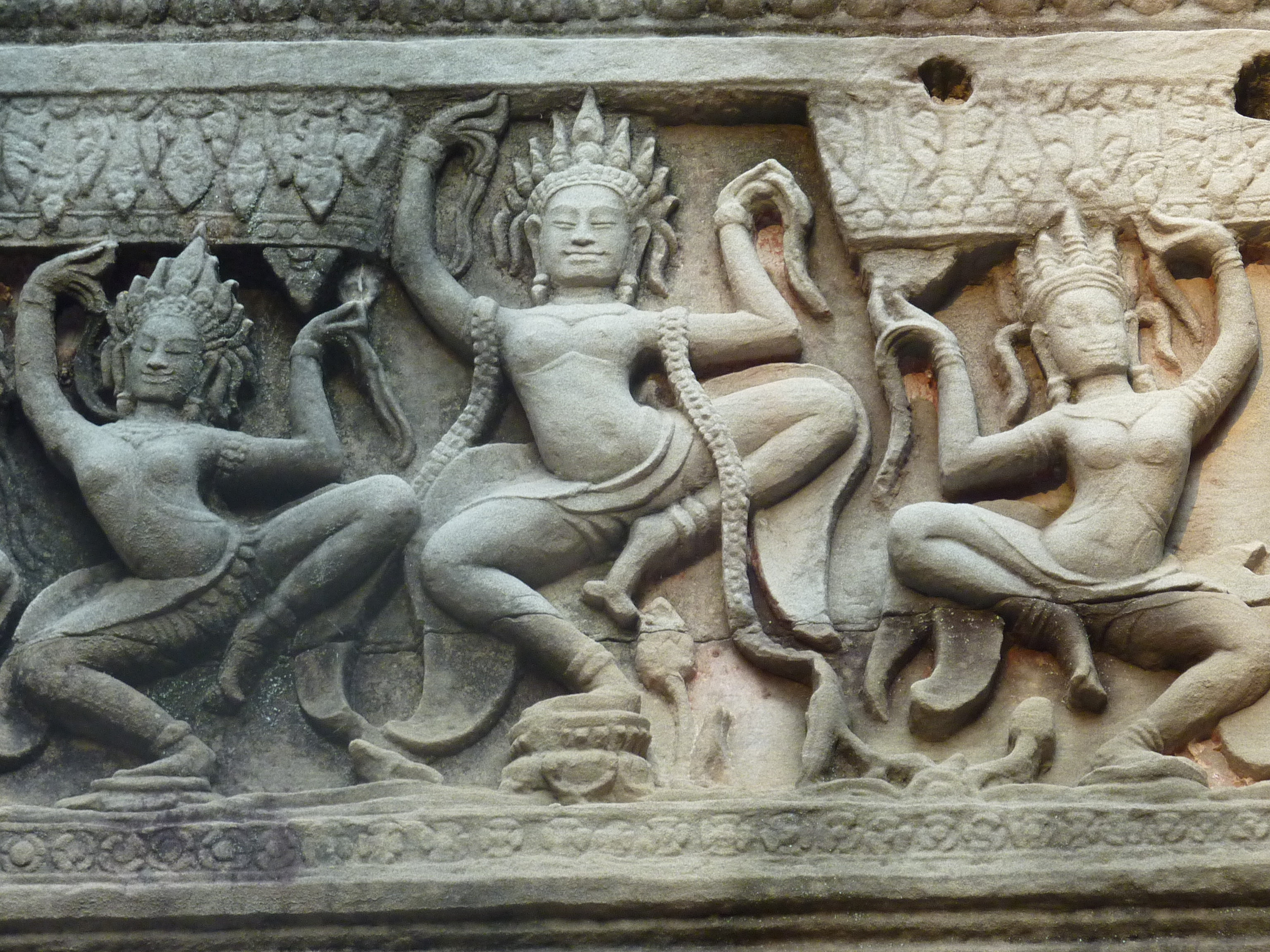
Apsaras (espíritos da água) dançarinos de Preah Khan, Camboja; um templo budista angkoriano com elementos hindus.

### Possíveis múltiplas origens
Encontra-se presença do Teravada esotérico no Sudeste Asiático a partir do segundo milênio, mas possivelmente pode ter surgido até antes, em contextos birmaneses dos reinos mons. Aparentemente desenvolveu-se de forma independente de influências tântricas; ou então, segundo Pedro Sánchez, a terminologia e elementos tântricos foram ocultados e expurgados devido alguma agenda que o enquadrou rigorosamente dentro do Teravada.
Várias hipóteses foram levantadas sobre possíveis influências formadoras do Teravada esotérico. Houve influência do Teravada do Reino Mon sobre o Reino de Pagã e o Camboja a partir do segundo milênio; no entanto, havia presença do Maaiana nessa área de abrangência bem antes do Teravada, o que leva a supor fertilizações cruzadas. Historicamente, sabe-se que os budistas do Abhayagiri vihāra no Sri Lanka praticaram Vajraiana e isso pode ter influenciado o sudeste da Ásia por meio de seu trabalho missionário em Java. O sistema teravádico dos mons substituiu a presença do budismo Ári em Pagã, o qual foi uma síntese entre budismo tântrico, cultos locais, magia e alquimia; mas há fortes indicativos da influência Ári na origem do Teravada esotérico. Em muitas das obras de Bizot, há alguma sugestão de que o budismo dos Mon pode ter influenciado a tradição iogavachara posterior.
Também é possível que o budismo do Sudeste Asiático tenha sido influenciado pela prática do hinduísmo e Maaiana durante a época do Império Khmer; esse império recebeu grande influência bramânica e do Tantra hindu xivaíta. Pode ser ainda que imigrantes tenham levado elementos do budismo chinês ao Reino do Sião. De acordo com Cousins, também pode-se especular que o budismo esotérico do sul tenha se desenvolvido dentro da tradição Mahavihara "ortodoxa" do Sri Lanka, citando a menção de textos secretos (gulhagantham) pelo estudioso budista do século V, Budagosa, bem como outras evidências textuais dos comentários em páli. Cousins conclui que "É bem possível que o atual Budismo Esotérico do Sul contenha ideias e práticas derivadas de mais de uma dessas fontes. No entanto, é certamente prematuro supor que tenha suas origens em círculos pouco ortodoxos." De qualquer modo e por diversas razões possíveis, o resultado final foi que esses sistema definitivamente consolidou-se teravádico.

### Florescimento
A tradição Iogavachara era a tradição meditativa de budismo páli dominante no Camboja, Laos e Tailândia até pelo menos o século XVIII, a ponto de ser exportada ao Sri Lanka. Foi, porém, posteriormente substituída por movimentos reformistas modernos no Reino do Sião. O mais antigo texto a evidenciar a sua presença é um texto laosiano de 1501 pelo Supremo Patriarca Sivisuddhisom. O outro é a inscrição de Phitsanulok (1549, Reino de Sukhothai), que faz paralelos entre aspectos físicos e espirituais ao meditador e equaciona partes do corpo búdico com atributos do Buda e do Abidama. Kate Crosby observa que esse atestado torna a tradição esotérica anterior a "qualquer outra tradição viva de meditação no mundo Teravada contemporâneo".

### Iogavachara (século XVIII)

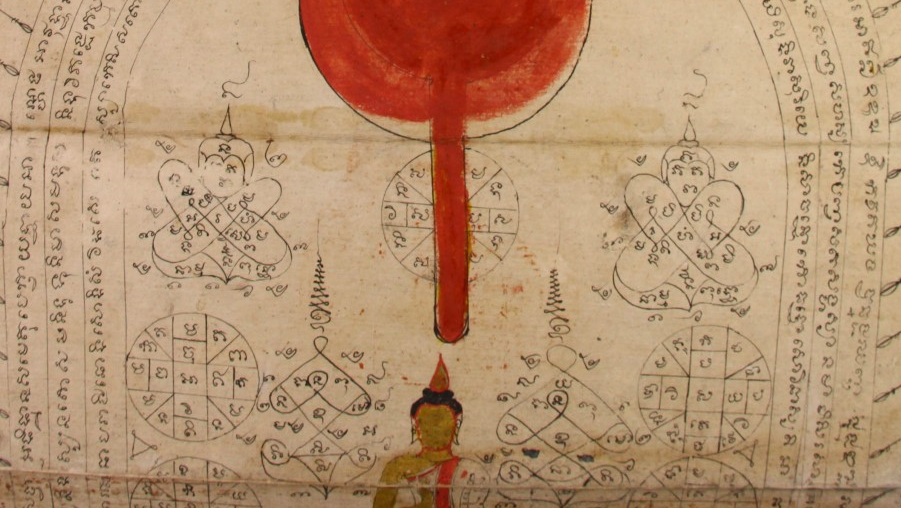
Livro tailandês do século XIX sobre práticas mágicas e criação de amuletos iântricos, utilizado por especialistas rituais ou monges.

Durante o reinado de Rama I, o mestre tailandês de iogavachara Kai Thuean (1733-1823) foi convidado a Bangkok para ser o chefe da tradição de meditação lá e mais tarde foi nomeado Sangharaja (chefe da comunidade religiosa) por Rama II do Sião em 1820. No Sri Lanka, um renascimento da meditação budista na década de 1750 viu uma proliferação de ensinamentos iogavacharas e textos de monges tailandeses do Reino de Aiutaia, um dos quais é o manual do Yogāvacara. Monges do Siam Nicaia praticaram esses ensinamentos e estabeleceram vários monastérios ao redor de Cândia. Ainda na década de 1970, as práticas do Iogavachara, como a rápida repetição de Araham, foram registradas no Sri Lanka.

### Declínio (século XIX)
As reformas monásticas iniciadas no primeiro reinado da dinastia Chacri, a partir de 1782, contribuíram à marginalização do Teravada esotérico. O primeiro expoente de peso a criticar o borān kammaṭṭhāna como não ortodoxo foi o monge príncipe Mongkut, que o considerava como não encontrado em textos canônicos. Ele estabeleceu a escola reformista Dhammayuttika Nikaya em 1829; a partir disso, foram criadas as designações Mahānikāya ("Grande Nicaia") e Āciṇṇakappikanikāya para distinguir o Teravada esotérico do budismo reformado. "Grande" faz alusão à ampla área geográfica em que se encontrava o Teravada esotérico, na esfera de influência do Reino do Sião: Camboja, Lanna (norte da Tailândia), Laos, Sipsong Panna (sul da China) e Chiang Tung (Birmânia).
O declínio das correntes esotéricas começou particularmente com essa escola reformada. Posteriormente, Mongkut seria estabelecido como o rei Rama IV do reino tailandês de Rattanakosin (r. 1851-1868), e sua escola foi importada para o Camboja, por ser um protetorado do reino. Ao estabelecer o Dhammayuttika Nikaya, Rama IV enfatizou o uso do Cânone Pali como a principal autoridade para as práticas monásticas e também tentou remover todos os elementos religiosos supersticiosos e folclóricos. A tradição textual seguida por este movimento de reforma foi a da escola Mahavihara do Sri Lanka (que data de um conjunto de reformas do século XII), a qual tomou as obras do estudioso do século V Budagosa como representando a interpretação ortodoxa e, portanto, viu outras práticas budistas como não ortodoxas. As reformas fortaleceram a disciplina monástica e levaram a um declínio nas práticas e produção de textos que não estavam de acordo com a ortodoxia. Quando o Camboja ficou sob o domínio do império colonial francês, os franceses continuaram essa política de suprimir o budismo cambojano pré-reforma. Apesar disso, as práticas esotéricas tradicionais sobreviveram nas áreas rurais.
A cultura manuscrita também foi se perdendo com o surgimento da imprensa moderna, a qual exerceu pressões uniformizantes sobre doutrinas marginalizadas do budismo. Publicações normativas financiadas pelos governos modernos fizeram uma substituição daquilo que era considerado ortodoxia, acabando por excluir o Teravada esotérico. Entre as décadas de 1890 e 1910, manuscritos associados a superstição ou magia foram queimados pelas autoridades tailandesas.

### Legado (século XX-XXI)

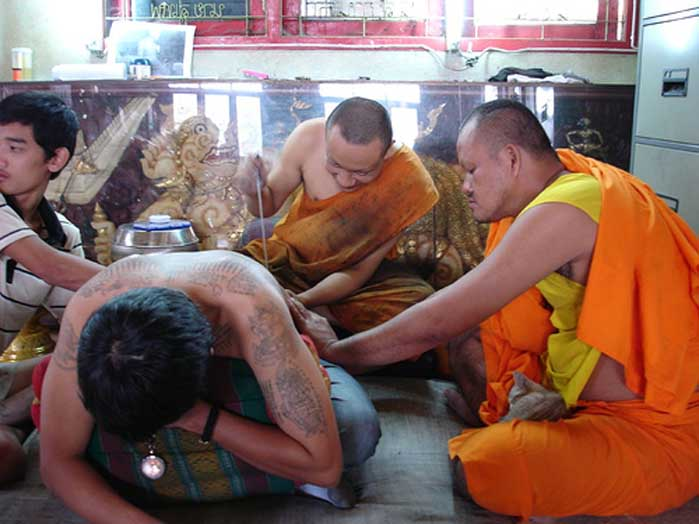
Tatuagem de iantra por monges de Wat Bang Phra

A devastação da religião cambojana pelo Khmer Vermelho e a repressão religiosa no Laos comunista também tiveram um forte impacto sobre essas tradições. Mesmo assim, ao todo uma quantidade significativa de manuscritos do Teravada esotérico sobreviveu. Porém as suas linhagens e interpretações estão se perdendo e há dificuldade em se identificar seus textos, pois não possuem uma terminologia distinta, além de serem esotéricos. Suas explicações eram transmitidas apenas a iniciados e os escritos não visavam à circulação geral, encontrando-se muitas vezes limitados em quantidade ou em conteúdo, por serem codificados. Praticantes locais dificilmente compartilharam interpretações esotéricas com estrangeiros.
As influências budistas esotéricas do Sul podem estar presentes nas práticas e visões do moderno movimento Damacaia tailandês bem como em certas práticas religiosas do sul da Ásia, como o uso de tatuagens e amuletos protetores, o canto de Gatas (por exemplo Jinapañjara Gāthā), astrologia tailandesa e a invocação de espíritos e fantasmas (como Somdej Toh e Mae Nak). Hoje, mágicos e monges da floresta que usam essas técnicas são mais comuns nas margens do Mekong, no Camboja e no Laos; acredita-se que eles tenham poderes mágicos, o olho divino e a capacidade de se comunicar com os espíritos. Eles praticam meditação Kasina, recitação de mantra e práticas ascéticas (dhutanga). Monges tailandeses da floresta, como Ajahn Lee Dhammadharo, também foram influenciados por práticas esotéricas, como é exemplificado por seu texto "O Divino Mantra".